# Lijst van betaaldvoetbalclubs in Denemarken
Dit is een overzicht van alle voetbalclubs die in het heden of het verleden hebben deelgenomen aan het betaalde voetbal in Denemarken.

## A
- Aalborg Boldklub
- Aarhus Fremad
- Aarhus GF
- Akademisk Boldklub
- Amager Boldklub 1970

## B
- B 1909 Odense
- B 1913 Odense
- Boldklubben 1893
- BK Avarta
- Brabrand IF
- Brøndby IF
- Brønshøj BK

## D
- Dalum IF

## E
- Esbjerg fB

## F
- FC Fredericia
- BK Frem
- BK Fremad Amager

## G
- Glostrup FK

## H
- Hellerup IK
- Herfølge Boldklub
- Hjørring IF
- Hobro IK
- Holbæk IF
- Holstebro Boldklub
- AC Horsens
- Hvidovre IF

## J
- Jetsmark IF

## K
- Kalundborg GB
- Kjøbenhavns Boldklub
- FC København
- Køge Boldklub
- Kolding FC

## L
- Lyngby Boldklub

## M
- FC Midtjylland

## N
- Næsby BK
- Næstved IF
- FC Nordsjælland
- Nykøbing Falster Alliancen 63

## O
- Odense Boldklub
- Ølstykke FC

## R
- Randers FC
- FC Roskilde

## S
- Silkeborg IF
- BK Skjold
- Slagelse BIF
- BK Søllerød-Vedbæk
- Sønderjysk Elitesport
- Stenløse BK

## T
- Thisted FC

## V
- Værløse BK
- Varde IF
- Vejle BK
- Viborg FF